# Compatibilitate inversă

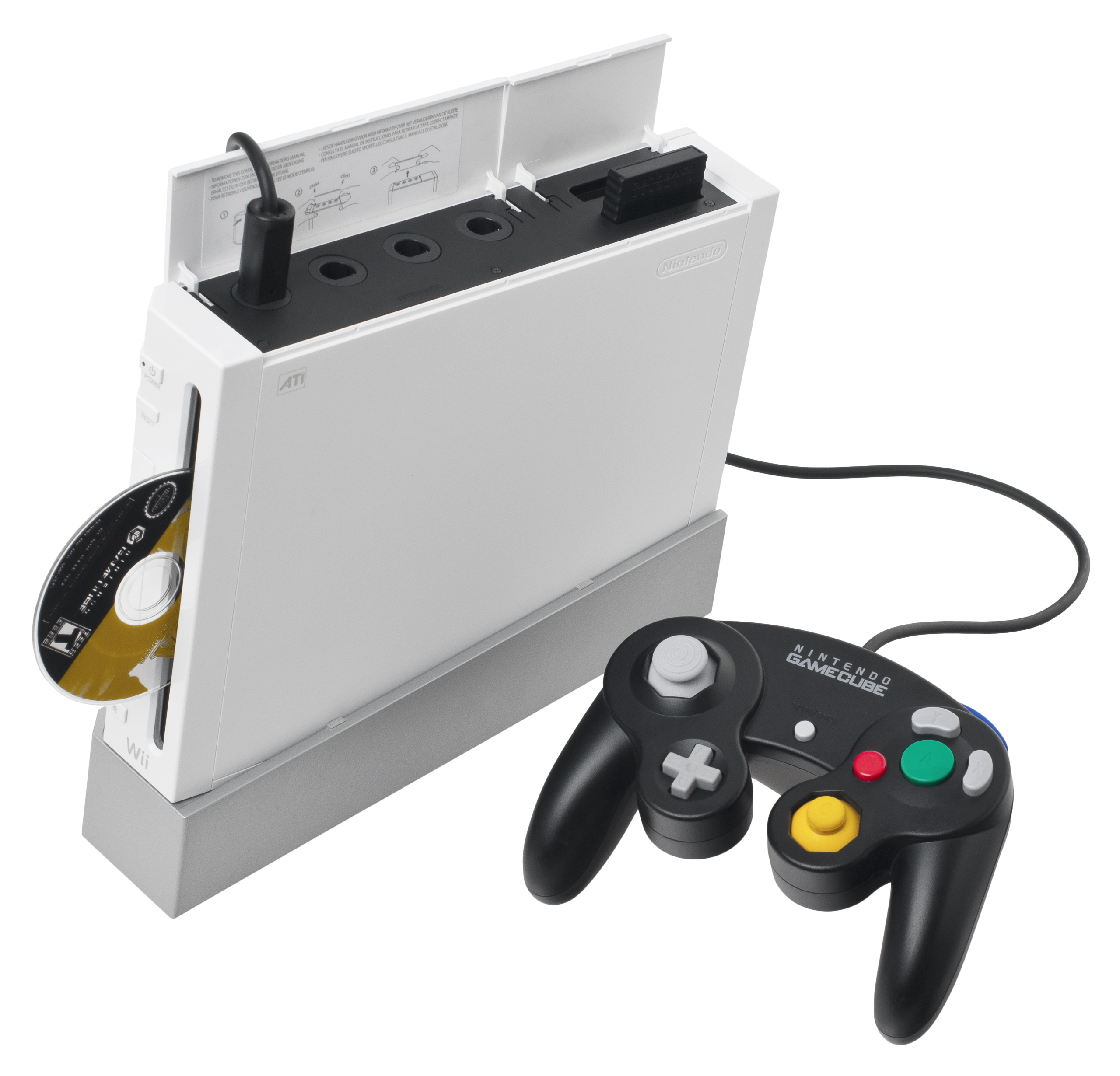
Primul model al consolei Wii care este compatibil cu predecesorul său, GameCube, având capacitatea de a rula discurile cu jocuri și de a folosi controlerele și cardurile de memorie. Versiunile ulterioare ale sistemului au eliminat controlerul și sloturile pentru carduri de memorie, eliminând efectiv această caracteristică.

În telecomunicații și la computere, compatibilitatea inversă (sau retrocompatibilitatea) este o proprietate a unui sistem de operare, a unui software, a unui produs fizic sau a unei tehnologii care permite interoperabilitatea, fie cu un sistem mai vechi decât cel folosit în prezent, fie cu o intrare concepută pentru un astfel de sistem.
Modificând sistemul așa fel încât să nu mai permită compatibilitatea inversă, se numește uneori că se „rupe” această compatibilitate. Acest tip de incompatibilitate presupune, de obicei, diferite costuri, cum ar fi cel de comutare.
Un concept complementar este compatibilitatea directă; un design care este compatibil, de obicei, înainte de un plan de dezvoltare pentru compatibilitatea cu standardele și produsele care se vor lansa în viitor.